# Aphrophora corticea
Aphrophora corticea is een halfvleugelig insect uit de familie Aphrophoridae. De wetenschappelijke naam van deze soort is voor het eerst geldig gepubliceerd in 1821 door Germar.